# Berryz工房 スッペシャル ベスト Vol.2
『Berryz工房 スッペシャル ベスト Vol.2』（ベリーズこうぼう スッペシャル ベスト ボリューム2）は、Berryz工房のベスト・アルバムである。2014年2月26日にアップフロントワークス（PICCOLO TOWNレーベル）から発売された。

## 概要
- 2004年のデビューから10周年を迎えることを記念し、2009年に発売された「Berryz工房 スッペシャル ベスト Vol.1」の続編として、同作発売以降の作品から13曲（シングル10曲、アルバム曲3曲）を選出、また、Vol.1には未収録であった4thシングル「ハピネス ～幸福歓迎!～」を収録し、さらに新曲2曲と2004年の1stシングル「あなたなしでは生きてゆけない」の新録音を加えた計17曲収録のアルバムとして発表された。選曲に際してメンバーの意見が取り入れられた[4]。
- Vol.1が収録曲がデビューシングルから時系列に並べられていたのに対して、本作では最新シングル[注釈 1]から時系列をさかのぼる形に曲順が設定された構成となっている。
- 新曲の「コイセヨ!」ではKOHが自身はじめてハロー!プロジェクトの楽曲の編曲を手掛けている。
- 発売に合わせてAmazonデジタルミュージックストアで「スッペシャル ベスト Vol.1」の収録曲が期間限定で10円で配信されるキャンペーンが展開された。さらに、「スッペシャル ベスト Vol.1」「Vol.2」どちらにも収録されなかったカップリング曲やアルバム曲の中から各メンバーが一曲ずつセレクトしたお気に入りの曲も同様に各10円で配信された[5]。
- 初回限定盤と通常盤の2形態での発売。初回限定盤はCD＋DVD、通常盤はCDのみ。

## 収録曲
全作詞・作曲：つんく（#7除く）
1. もっとずっと一緒に居たかった [4:12]
編曲：江上浩太郎
33rdシングル。
2. ゴールデン チャイナタウン [5:04]
編曲：鈴木俊介
32ndシングル。
3. アジアン セレブレイション [4:29]
編曲：平田祥一郎
31stシングル。
4. あなたなしでは生きてゆけない（2013Ver.） [3:57]
編曲：AKIRA
9thアルバム『Berryzマンション9階』収録。
5. すっちゃかめっちゃか〜 [3:57]
編曲：平田祥一郎
9thアルバム『Berryzマンション9階』収録。
6. WANT! [5:04]
編曲：平田祥一郎
30thシングル。
7. cha cha SING [4:34]
作詞：Mukek Jongmankhong　日本語詞：つんく　作曲：Sudsan Wongsamut　編曲：大久保薫
29thシングル。
8. Be 元気＜成せば成るっ!＞.[4:05]
編曲：平田祥一郎
28thシングル。
9. 世の中薔薇色 [3:48]
編曲：宅見将典
8thアルバム『愛のアルバム⑧』収録。
10. ヒロインになろうか! [4:34]
編曲：大久保薫
25thシングル。
11. 君の友達 [3:40]
編曲：田中直
6thアルバム『6th 雄叫びアルバム』収録。
12. 友達は友達なんだ! [3:50]
編曲：オオバコウスケ
22ndシングル。
13. ライバル [4:17]
編曲：平田祥一郎
20thシングル。
14. 抱きしめて 抱きしめて [3:50]
編曲：江上浩太郎
19thシングル。
15. ハピネス 〜幸福歓迎!〜 [3:49]
編曲：守尾崇
4thシングル。
16. コイセヨ! [4:17]
編曲：KOH
書き下ろし新曲。
17. 女の子にしかわかんない丁度があるの [4:00]
編曲：AKIRA
書き下ろし新曲。

### 初回限定盤付属DVD
1. 10th Anniversary Yearを迎えたBerryz工房。当時の思い出や、心境の変化、今だからこそ話せる事実など…曲の思い出とともに、赤裸々に語ったロングインタビュー!!
2. スッペシャル ジェネレ〜ション（武道館Live ver.）2013.11.29日本武道館公演より収録!!